# Tapir Rocha
Tapir Tabajara Canto da Rocha (Porto Alegre, 29 de abril de 1928 – Porto Alegre, 16 de abril de 2000) foi um servidor público e político brasileiro. Foi deputado estadual do Rio Grande do Sul de 1991 a 1995, prefeito de Viamão de 1983 a 1989 e vereador no mesmo municipio. 

## Biografia
Tapir nasceu em Porto Alegre, no dia 29 de abril de 1928, e faleceu na mesma cidade, em 16 de abril de 2000. Foi vereador, prefeito de Viamão e deputado estadual no Rio Grande do Sul. Iniciou sua carreira política como o vereador mais votado do antigo PTB, em 1959, reelegendo-se como o mais votado do município de Viamão em 1963. Quando do golpe de 1964 foi perseguido pela ditadura e teve seu mandato cassado, tendo sido preso, permanecendo 41 dias no cárcere do DOPS.

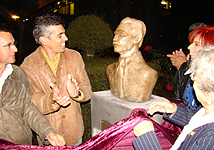
Cerimônia de inauguração do busto em homenagem a Tapir Rocha no centro de Viamão, RS

Como vereador, liderou o Movimento dos Agricultores Sem-Terra em Itapuã, onde foi realizada a reforma agrária durante o governo de Leonel Brizola. Os lotes divididos igualitariamente são preservados até hoje e produzem normalmente.
Com a volta dos exilados, Tapir Rocha articulou a organização do PDT em Viamão. Em 1982, elegeu-se prefeito. Com uma administração voltada às obras de benefício aos mais pobres, e com sua personalidade carismática, segundo pesquisa do vereador Cassiá Carpes, encerrou seu mandato com altos índices de popularidade. Em 1988, conseguiu articular a eleição de seu sucessor, Jorge Prates Chiden, para prefeito.
“Conhecido em toda a Região Metropolitana de Porto Alegre por seus feitos como prefeito, e lembrado pelas inúmeras obras realizadas em Viamão, em 1990 tornou-se o primeiro (e único até hoje) deputado estadual da história de Viamão”, lembra Cassiá.

Em 2005, a rodovia RS-040, que liga Porto Alegre ao Litoral, passou a chamar-se Rodovia Tapir Rocha, por lei aprovada por unanimidade pela Assembleia Legislativa do Rio Grande do Sul, sendo sancionada pelo então governador Germano Rigotto. Em 2008, foi inaugurado um busto de Tapir Rocha no canteiro do Calçadão Tapir Rocha, ao lado da Prefeitura de Viamão.